# 손승현
손승현(1982년 7월 8일 ~ )은 삼성 라이온즈, 히어로즈에서 뛰었던 전 야구선수다. 현재 설악고등학교 야구부 코치를 맡고 있다.

## 기록
- 2005년: 8경기 3타수 무안타
- 2006년: 1군 출전 기록 없음
- 2007년: 3경기 2타수 무안타
- 2008년: 4경기 (타석 소화 X)
- 2009년: 4경기 (타석 소화 X)
- 2010년: 1군 출전 기록 없음[1]

## 출신 학교
- 영랑초등학교
- 설악중학교
- 속초상업고등학교
- 인하대학교

## 등번호
- 42 (2005~2007)
- 12 (2008)
- 90 (2009~2010)

## 같이 보기
- 2009년 히어로즈 / 서울 히어로즈 시즌